# Sciaenochromis psammophilus
Sciaenochromis psammophilus es una especie de peces de la familia Cichlidae en el orden de los Perciformes.

## Morfología
Los machos pueden llegar alcanzar los 11,6 cm de longitud total.

## Hábitat
Vive en zonas de clima tropical entre 5 y 30 m de profundidad.

## Distribución geográfica
Se encuentra en África): lago Malawi